# 80:XX - 01020304
『80:XX - 01020304』（エイト・オー・ワン・ツー・スリー・フォー）は、2013年12月18日にリリースされた80KIDZのコンピレーションアルバム。

## 解説
- 80KIDZが2013年に始動したダンス・トラックEPプロジェクト『８０(ハチマル)シリーズ』の1～4作目までをコンパイルしたアルバム。
- カーラ・デルヴィーニュが出演し話題となったファッション通販サイトLA BOOのCM曲『I Got It! (Theme of LA BOO)』(80KIDZが作曲を担当)がボーナス・トラックとして収録されている。

## 収録曲
1. SWG (80:01収録)
2. Abdullah (80:01収録)
3. Bass 9 (80:02収録)
4. Bitch (80:03収録)
5. Wahaus (80:01収録)
6. Black Crack (80:03収録)
7. Beater (80:02収録)
8. M.U.D.120 (80:03収録)
9. Spike (80:04収録)
10. Gah (80:02収録)
11. Barkley (80:04収録)
12. Nineteen (80:04収録)
13. I Got It! (Theme of LA BOO) (ボーナス・トラック)